# 김태효
김태효(1967년 2월 23일 ~ )는 대한민국의 정치학자, 관료이다.

## 생애
1967년에 서울특별시에서 태어났으며, 아버지는 법조인 김경회다. 서강대학교에서 정치외교학 학사를 졸업하고, 코넬대학교에서 행정학 석사를, 시카고 대학교에서 정치학 박사로 졸업하였다. 시카고대학교에서 박사논문 지도교수는 일본에 관한 많은 연구를 남긴 정치학자 버나드 실버만(Bernard Silbermann)이며 국제정치학자 스티븐 월트와 존 미어샤이머는 논문심사위원으로 참여했다. 논문을 직접지도하는 지도교수와 논문을 읽고 의견을 제시하는 논문심사위원의 역할이 다른 것을 감안하면 존 미어샤이머의 제자라는 기사의 언급은 틀린 것은 아니지만 정확한 표현이라고 하기에는 애매한 부분이 있다.
정치학 박사학위를 받고 한국정신문화연구원 초빙연구원으로 재직했다. 이후 게이오대학 연구교수, 미국 UC Berkeley 방문교수, 외교부 국립외교원 교수를 지내다가 성균관대학교에서 교수로 재직하였다. 교수 재직 당시 한일 관계, 한미일 관계 및 한미일 협력에 대한 연구를 활발하게 진행하였다.
이명박 정부에서 41세라는 이른 나이에 청와대 대외전략비서관로 임명되어 근무하였다. 청와대에 근무 당시 비핵, 개방 3000, 베를린 구상, 한일 군사정보보호협정 체결에 주요한 역할을 하였으며, 수석급인 대외전략기획관으로 승진하였다.
윤석열 대통령의 인수위원회 외교안보 분과위원으로 합류하였으며 윤석열 정부의 대북정책인 담대한 구상을 입안하였다., 윤석열 정부 초대 국가안보실 제1차장으로 재임하고 있다. 재임 도중 김성한 국가안보실장과 갈등설이 일기도 하였다.

## 기조
대북 문제에 있어 원칙주의적인 태도를 보이고 있는 것으로 평가받는다.